# Posong
Posong is een bestuurslaag in het regentschap Batang van de provincie Midden-Java, Indonesië. Posong telt 705 inwoners (volkstelling 2010).